# Messa di Gloria (Rossini)
Messa di Gloria és una missa de nou moviments, composta per Gioacchino Rossini per a l'⁣Arciconfraternità de San Luigi. Realitzada per primera vegada el 24 de març de 1820 a la Chiesa di San Ferdinando de Nàpols, és en la forma tradicional d'una missa "Gloria", que és un escenari de les dues primeres oracions de la missa catòlica, el Kyrie i el Gloria. Una missa "Gloria" omet el Credo, el Sanctus i l'Agnus Dei. La Messa di Gloria va ser l'única peça important de música sacra escrita mentre Rossini encara era un actiu compositor d'òpera.

## Representacions
Composta per a la quaresma el 24 de març de 1820, a l'església de San Ferdinando, al costat del Teatre San Carlo de Nàpols.:64:2.
No hi ha constància que es tornés a reproduir:4, i durant molt de temps es va pensar que la partitura s'havia perdut, però de les parts que quedaven a l'església de San Ferdinando, va ser descoberta per Herbert Hunt. El 1972 es va celebrar una actuació de revival a Milà, dirigida pel mateix Hunt:4.

## Anàlisi
El "Kyrie" està dividit en tres parts: la primera és un "Kyrie eleison" amb ritmes puntejats per a cor en mi bemoll menor; la segona, un "Christe eleison" més líric en mi bemoll major per a dos tenors; i finalment, la secció inicial en tonalitat menor torna per concloure l'oració.
La part "Gloria" ocupa la gran majoria de l'obra i es divideix en "números" d'estil operístic, solistes de sopranos alternant amb tenors, baixos, etc. El punt àlgid, emocionalment, arriba al "Qui tollis", que comença amb una part lenta per a cor i tenor, després conclou amb una brillant cabaletta ("Qui sedes"), mostrant l'extrem superior de la gamma del tenor. Els crítics de l'època es van sentir lleugerament escandalitzats per la transformació que Rossini va fer de la cerimònia sagrada en òpera seria, i fins i tot còmica, en alguns moments.
En el seu estudi de 1995 de la Messa di Gloria, Jesse Rosenberg està d'acord amb els informes contemporanis que Rossini va ser ajudat en la composició del "número" final de la Messa, un escenari de doble fuga de quatre parts de "Cum sancto spiritu", d'un altre compositor italià més versat en el contrapunt, Pietro Raimondi.

## Moviments
- Kyrie - Comença amb una cançó seriosa. El cor principal és en mi bemoll major, però les tonalitats menors es barregen. La part "Christe eleison" està modulada en sol bemoll major i és cantada per dos tenors.[3]:325-327 A continuació, el cor torna a cantar el Kyrie.
- Gloria - Do major. Ocupa la gran majoria de l'obra i es divideix en set parts amb un estil operístic, amb solos de soprano alternant amb els de tenor, baix i contralt.
- Gloria in excelsis Deo comença amb el vigorós so dels metalls que creen una adequada introducció que serveix com a base del continu crescendo amb el que es passa fins a l'explosió orquestral i intervenció dels solistes. Destinat a un dels tenors, la soprano, la contralt, el baix i el cor mixt, es tracta de la peça joiosa més marcada de tota la missa.
- Laudamus - La major. Escrit per a soprano solista, aquesta peça presenta un inici orquestral reutilitzat de la cavatina de Bianca a l'acte I de Bianca e Falliero (Della rosa il bel vermiglio). Manté l'estructura d'una ària operística tradicional, composta per una cavatina i una breu cabaletta. És una obra molt ornamentada, per la qual cosa la soprano ha de mostrar un gran domini de la coloratura i seguretat en l'execució dels aguts.
- Gratias - Fa major. Cantat un tenor, compta amb un delicat acompanyament de clarinet, que aporta gran elegància a la peça. De caràcter serè i devocional, no implica grans dificultats tècniques per al cantant.
- Domine Deus - Mi bemoll major. Musicalment, segueix un desenvolupament similar al del Gratias agimus. Escrit per a contralt, soprano i baix, aquesta peça requereix un alt nivell tècnic: les veus femenines han de dominar la coloratura amb precisió, la soprano ha de tenir seguretat en l'execució dels aguts, mentre que el baix ha de projectar de manera contundent els registres més greus.
- Qui tollis - Comença amb un cor en mi menor, i després apareix un solo de tenor. Es pot estructurar en tres parts diferenciades. La primera, dedicada al cor mixt, crea una atmosfera fosca i inquietant, mantenint una tensió constant gràcies a les intervencions puntuals i dramàtiques de la secció de metalls. La segona part, pensada per a un tenor solista i el cor masculí, pren la forma d'una cavatina operística, amb un caràcter més contingut que la primera secció. Aquesta part requereix una gran habilitat tècnica, especialment en la coloratura, el cant di sbalzo i un control segur dels aguts. La tercera i última secció, en forma de cabaletta operística, torna a estar destinada al tenor i al cor masculí, amb un elevat nivell d'ornamentació vocal que demana un domini total de la tècnica de coloratura.
- Quoniam - Mi bemoll major. Per a la veu de baix i compta amb un sofisticat acompanyament de flauta. Amb un desenvolupament refinat, demana una gran habilitat tècnica, incloent-hi un control expert de la coloratura, un equilibri entre els registres greus i aguts, així com una excel·lent gestió del fiato per afrontar frases llargues i exigents.
- Cum Sancto Spiritu - Si bemoll major. És una fuga per a cor mixt que destaca pel seu caràcter profundament religiós, alineant-se clarament amb les tradicions de les grans obres de lloança barroca. Curiosament, aquesta secció no va ser escrita per Rossini, sinó per Pietro Raimondi.[6][4]